# درهاچی
شهر درهاچی (به روسی: Дергачі) در استان خارکف در کشور اوکراین واقع شده‌است. جمعیت این شهر ۱۷,۴۳۳ نفر (۲۰۲۱ تخمینی) است.